# Wacław Król
Pour les articles homonymes, voir Król.
Wacław Król (né le 25 décembre 1915 à Sandomierz en Pologne - mort le 15 juin 1991 à Varsovie) est un pilote de chasse polonais, as des forces armées polonaises de la Seconde Guerre mondiale.

## Biographie
En 1934 il est reçu bachelier et obtient sa licence de pilote de planeur. La même année il entre à l'école des aspirants de l'Armée de Terre (Szkoła Podchorążych Piechoty) à Różan. En 1935 il est admis à l'école des cadets officiers de la force aérienne à Dęblin. En octobre 1937 il est nommé sous-lieutenant et reçoit son affectation dans le 2e régiment aérien à Cracovie.
Le 1er septembre 1939 il remporte sa première victoire aérienne, partagée avec le caporal  Paweł Kowala, en descendant un Hs 126. Deux jours plus tard son avion est abattu et Król saute en parachute.
Le 17 septembre il est évacué avec son unité en Roumanie où il est interné. Il s'évade et rejoint la France. Il est affecté au II groupe de chasse polonaise. Au moment de l'invasion allemande il effectue un stage au Groupe de Chasse II/7 à Luxeuil-les-Bains.
Après la bataille de France Wacław Król gagne l'Angleterre. Le 20 août 1940 il intègre la 302e escadrille de chasse polonaise. Le 22 novembre 1941 il devient instructeur à Grangemouth. En juin 1942 il incorpore la 316e escadrille de chasse polonaise et le 1er décembre 1942 il commence le travail de contrôleur aérien.
En 1943 il se porte volontaire pour rejoindre une unité de chasse polonaise (Polish Fighting Team) appelé aussi Cyrk Skalskiego (le cirque de Skalski) qui se bat en Tunisie à partir de mars 1943. En octobre 1943 il revient en Grande-Bretagne et prend la tête de la 302e escadrille de chasse. Le 10 mars 1945 il devient le commandant du 3rd Polish Fighter Wing
Wacław Król a effectué 286 vols opérationnels et totalise 8 victoires aériennes.
Le 8 décembre 1945 à Bethen en Allemagne (dans la Zone d'occupation britannique) Wacław Król épouse Leokadia Pomorska. Le 26 avril 1947 il revient en Pologne et habite à Jędrzejów (ville natale de sa femme). Un an plus tard il s'installe à Varsovie et s'engage dans LOT Polish Airlines en qualité de contrôleur aérien. En 1949 il est licencié pour des raisons politiques. Il achète un camion et fonde une société de transport. En novembre 1949 son premier fils est né. Malheureusement sa femme décède en janvier 1950. Peu après il se remarie avec Janina Filaber. En 1951 il devient magasinier dans une entreprise des produits chimiques, renvoyé encore, il est embauché dans une association de travail catholique. Finalement le 19 janvier 1957 il est appelé dans l'armée. En juillet 1958 il est promu lieutenant-colonel et le 28 septembre 1965 il est nommé colonel.
Le 13 décembre 1971 il prend sa retraite et se consacre à écrire ses mémoires.
Wacław Król s'éteint à Varsovie le 15 juin 1991.

## Decorations
- Ordre militaire de Virtuti Militari
- Ordre Polonia Restituta
- La croix de la Valeur Krzyż Walecznych - 4 fois
- Distinguished Flying Cross - britannique
- Croix de guerre 1939-1945

## Œuvres
- Mój Spitfire WX-L (1968) - Mon Spitfire WX-L
- Lotnicy spod znaku poznańskiego kruka (1971) – Les aviateurs du groupe de chasse de Poznań
- Krakowskie skrzydła (1974  - Les ailes de Cracovie
- Pod niebem Tunezji (1975) - Sous le ciel de Tunisie
- Poznańskie skrzydła (1975) - Les ailes de Poznań
- Polskie dywizjony lotnicze w Wielkiej Brytanii 1940-1945 (1976) - Les escadrilles polonaises en Grande-Bretagne 1940-1945
- 302 na start (1976) -  La 302e escadrille au décollage.
- 131 w ataku (1977) - 131 Fighter Wing à l'attaque.
- Walczyłem pod niebem Francji (1978) - J'ai combattu sous le ciel de France
- U-booty poszły na dno (1978) - Les U-Boots sont envoyés par le fond
- Za sterami odrzutowca (1978) - Aux commandes d'un avion à réaction
- Oczy nad frontem (1979) - Les yeux du front
- Myśliwscy (1980) - Les chasseurs
- Front bez myśliwców (1980) - Le front sans chasseurs
- Trzydzieści sekund nad celem (1980) - Trente secondes au-dessus de la cible
- Mustangi nad kontynentem (1982) - Les Mustang au-dessus du continent
- Walczyłem pod niebem Londynu (1982) - J'ai combattu sous le ciel de Londres
- Polskie skrzydła w inwazji na Francję (1983) - Les ailes polonaises lors du débarquement
- Dębliniacy z kodem PK (1984) - Les chasseurs de la 315e
- Zgłaszam zestrzelenie Me 262 (1985) - J'ai descendu un Me 262
- Polskie skrzydła nad Francją (1986) - Les ailes polonaises au-dessus de la France
- 306 na start (1986) - La 306e au décollage
- Kosynierzy z trzysta trzeciego (1987) - Les faucheurs de la 303e
- Pod niebem Francji (1988) - Sous le ciel de France
- W Dywizjonie "Kubusiów" (1990) - L'escadrille de piper cub
- Wielka Brytania 1940 (1999) - Grande-Bretagne 1940
- Walczyłem pod niebem Europy i Afryki (1999) - J'ai combattu sous le ciel d'Europe et d'Afrique
- Podniebni rycerze - Les chevaliers du ciel
- Polacy w bitwie o Atlantyk - La bataille de l'Atlantique
- W Dywizjonie Poznańskim - Le groupe de chasse de Poznań
- J'ai combattu sous le ciel de France[1]
- Chasseur sans peur et figure de l'aviation polonaise, le capitaine Piotr Łaguna[2]